# Rafael Scapini de Almeida
Rafael Scapini de Almeida známý zkráceně jako Rafinha (* 29. června 1982, Brazílie) je brazilský fotbalový obránce, který v současné době hraje za klub KAA Gent v nejvyšší belgické soutěži Jupiler Pro League. Mimo Brazílii hrál na klubové úrovni ve Finsku a Belgii.